# Aéroport international de Sotchi
Pour les articles homonymes, voir AER.
L'aéroport international de Sotchi (code IATA : AER • code OACI : URSS), en russe Международный Аэропорт Сочи, est un aéroport desservant la ville de Sotchi, située sur la côte de la mer Noire, dans le kraï de Krasnodar, en Russie. L'aéroport se trouve à Adler, district suburbain de Sotchi qui accueille les Jeux olympiques d'hiver de 2014. Il a été spécialement reconstruit pour la circonstance. Il longe la rivière Mzymta. En amont de la vallée de la Mzymta se trouve la station de ski de Krasnaïa Poliana, reliée directement à l'aéroport par chemin de fer express depuis les Jeux olympiques.
Les passagers transitant par cet aéroport sont le plus souvent des touristes, Sotchi étant une destination touristique très prisée. En 2007, plus de 1,5 million de passagers sont passés par l'aéroport, soit une hausse de plus de 10 % par rapport à l'année précédente.
L'aéroport de Sotchi connaît une forte croissance dans le cadre des Jeux olympiques d'hiver de 2014. Ainsi le trafic passager a augmenté pour les onze premiers mois de 2013 à 2 millions 258 passagers.

## Situation

### Carte des aéroports russes
| \| 50 km1:1 791 000 \| Koursk Abakan Anapa Pskov Arkhangelsk Astrakhan Barnaoul Belgorod Blagoveshchensk Bratsk Grozny Guelendjik Iakoutsk Iékaterinbourg Ijevsk Ioujno-Sakhalinsk Irkoutsk Kaliningrad Kazan Kemerovo Khabarovsk Khanty-Mansiïsk Krasnodar Krasnoïarsk Magadan Magnitogorsk Makhachkala Mineralnye Vody Mirny Moscou · SVO Moscou · DME Moscou-VKO Mourmansk Narian-Mar Nijnekamsk Nijnevartovsk Nijni Novgorod Noïabrsk Alykel Novokouznetsk Novossibirsk Novy Ourengoï Omsk Orenbourg Oufa Oulan-Oude Oulianovsk Perm Petropavlovsk-Kamtchatski Rostov · sur-le-Don Sabetta Saint-Pétersbourg Salekhard Samara Saratov Simferopol Sotchi Sourgout Stavropol Kyzyl Syktyvkar Tcheliabinsk Tchita Tioumen Tomsk Vladivostok Volgograd Voronej |
| 50 km1:1 791 000 |

## Statistiques
Le graphique qui aurait dû être présenté ici ne peut pas être affiché car il utilise l'ancienne extension Graph, désactivée pour des questions de sécurité. Des indications pour créer un nouveau graphique avec la nouvelle extension Chart sont disponibles ici.

Voir la requête brute et les sources sur Wikidata.

## Compagnies et destinations

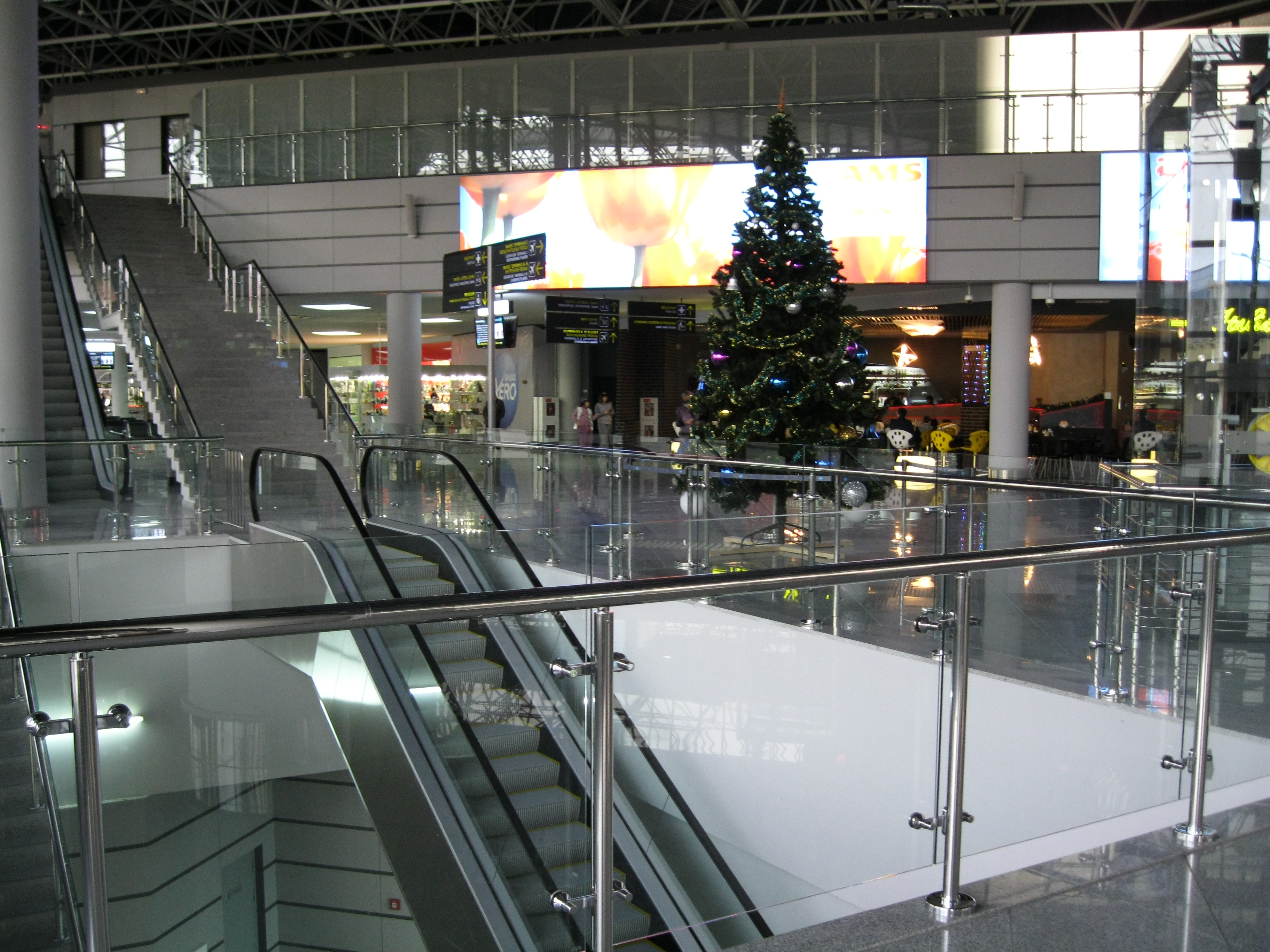
Intérieur de l'aéroport.

| Compagnies                 | Destinations |
| -------------------------- | --- |
| Aeroflot                   | Moscou Chérémétiévo |
| Aeroflot opéré par Rossiya | Krasnodar-Pashkovsky, Moscou-Vnoukovo, Saint-Pétersbourg-Poulkovo, Simféropol, Iékaterinbourg-Koltsovo, Erevan-Zvarnots En saison : Orenbourg-Tsentralni |
| Azimuth                    | Élista, Kaluga (Grabtsevo) (en), Rostov-sur-le-Don/Platov |
| Belavia                    | Minsk |
| IrAero                     | En saison : Barnaoul, Irkoutsk, Moscou- Zhukovsky , Omsk, Penza |
| Israir Airlines            | En saison charter : Tel Aviv - Ben Gourion |
| Izhavia                    | En saison : Belgorod, Ijevsk (en), Kazan, Kirov-Pobedilovo, Nijnekamsk-Begichevo, Penza (en) |
| Mahan Air                  | En saison : Téhéran-Imam-Khomeini |
| Meraj Airlines             | En saison charter : Téhéran-Imam-Khomeini |
| Nordavia                   | En saison : Arkhangelsk-Talagi, Belgorod, Tcheliabinsk-Balandino Ivanovo (en), Mourmansk, Nijni Novgorod-Strigino, Omsk, Syktyvkar (en), Tel Aviv - Ben Gourion, Voronej (en) |
| NordStar                   | Moscou-Domodédovo En saison : Krasnoïarsk-Iémélianovo, Norilsk-Alykel |
| Pegas Fly                  | Iékaterinbourg-Koltsovo |
| Pobeda                     | En saison : - Astrakhan-Narimanovo, - Belgorod, - Chelyabinsk, - Tcheboksary (en), - Kazan, - Kirov-Pobedilovo, - Magnitogorsk, - Moscou-Vnoukovo, - Nijnekamsk-Begichevo, - Novosibirsk, - Nijni Novgorod-Strigino, - Perm, - Samara-Kouroumotch, - Tioumen, - Oufa, - Vladikavkaz (ru), - Volgograd (ex-Stalingrad), - Voronej (en), - Iaroslavl-Tounochna, - Iékaterinbourg-Koltsovo, - Uyanovsk |
| Qeshm Air                  | En saison charter : Téhéran-Imam-Khomeini |
| Red Wings Airlines         | Moscou-Domodédovo, Saint-Pétersbourg-Poulkovo |
| RusLine                    | En saison : Belgorod, Élista, Koursk-Vostochny, Lipetsk (en), Makhatchkala, Mineralniye Vody, Moscou-Domodédovo, Tambov Donskoye (en), Oulyanovsk-Baratayevka (en), Voronej (en) |
| S7 Airlines                | Moscou-Domodédovo, Novossibirsk-Tolmatchevo, Saint-Pétersbourg-Poulkovo |
| Saratov Airlines           | En saison : Nijni Novgorod-Strigino, Orenbourg-Tsentralni, Penza (en), Sarartov |
| SCAT Airlines              | Noursoultan En saison : Aktaou |
| Severstal Air Company      | En saison : Tcherepovets (en), Iaroslavl-Tounochna |
| Somon Air                  | Douchanbé, Khodjent |
| Tibet Airlines             | Chengdu-Shuangliu, Sanya-Phénix |
| Turkish Airlines           | Istanbul |
| Ural Airlines              | - Tcheliabinsk-Balandino, - Mineralniye Vody, - Moscou-Domodédovo, - Moscou Chérémétiévo, - Samara-Kouroumotch, - Simféropol, - Tachkent, - Tbilissi-C. Roustavéli, - Tel Aviv - Ben Gourion, - Iékaterinbourg-Koltsovo, - Erevan-Zvarnots En saison :Nijni Novgorod-Strigino |
| Utair                      | Krasnodar-Pashkovsky, Moscou-Vnoukovo, Volgograd (ex-Stalingrad) En saison : Koursk-Vostochny, Nijnevartovsk (en), Noïabrsk (en), Sourgout, Syktyvkar (en), Tambov Donskoye (en), Tioumen-Roshchino |
| UVT Aero                   | Bougoulma, Kazan, Sourgout |
| Uzbekistan Airways         | Tachkent |
| Yakutia Airlines           | Iakoutsk |
| Yamal Airlines             | En saison : Kourgan (en), Perm, Tioumen-Roshchino |

## Accès
- Gare de Sotchi-Aéroport